# FTSE 250
Indicele FTSE 250 este o listă a 250 de companii publice de mărime mijlocie, listate la Bursa de la Londra, care nu se află în indexul FTSE 100 și care au o valoare de piață totală de aproximativ 15% din piața de capital din Marea Britanie.